# Cremastus madagascariensis
Cremastus madagascariensis är en stekelart som beskrevs av Günther Enderlein 1921. Cremastus madagascariensis ingår i släktet Cremastus och familjen brokparasitsteklar. Inga underarter finns listade i Catalogue of Life.